# Pfrimm
Die Pfrimm ist ein 42,7 km langer westlicher und linker Nebenfluss des Rheins im Donnersbergkreis, im Landkreis Alzey-Worms und in der kreisfreien Stadt Worms in Rheinland-Pfalz (Deutschland).

## Name
Um 823 wird die Pfrimm als super fluvium Primma erstmals schriftlich erwähnt. Der Name könnte sich von keltisch *kʷrimi- „Wurm“ ableiten. Als Benennungsmotiv könnte der Flusslauf oder das Vorkommen von Würmern gedient haben.

## Geographie

### Verlauf
Die Pfrimm entspringt in der Nordpfalz im Südteil des Donnersbergkreises. Ihr Ursprung, die Pfrimmquelle, liegt auf etwa 299 m Höhe im Norden des Naturparks Pfälzerwald rund 3 km südöstlich der Ortsgemeinde Sippersfeld im Naturschutzgebiet Sippersfelder Weiher, das sich mit mehreren Weihern im Hinterwald ausbreitet.
Die Pfrimmquelle ist umgeben von den Bergen Sperberhöhe (329,4 m) im Osten, Salweidenkopf (353,5 m) im Süden und Schnepfberg (361,6 m) im Südwesten. Sie wurde 1927 mit Basaltsteinen gefasst. Nach nur 300 m ist die Pfrimm zum Pfrimmweiher gestaut, einem Woog, der von rechts durch ein unmittelbar östlich entspringendes und ebenfalls Pfrimm genanntes Rinnsal gespeist wird, während als erster linker Zufluss der nur wenig über 100 m lange Teichgraben einmündet.
Die Pfrimm fließt überwiegend durch landwirtschaftlich genutzte Gebiete und größtenteils etwa parallel zur Bundesstraße 47. Zunächst entwässert sie nördliche Teile des Nordpfälzer Berglands. Unterhalb der Quelle verläuft sie in Richtung Norden am Pfrimmerhof vorbei, der zu Sippersfeld gehört. Danach passiert sie den Pfrimmerberg (377 m) westlich und fließt durch Breunigweiler, wonach von Südosten der Mohbach einmündet.
Nach dem Eintritt ins Alzeyer Hügelland nimmt die Pfrimm von links den Wildensteiner Bach auf und fließt nordostwärts etwas südlich an Standenbühl vorbei; dabei passiert sie südöstlich das Donnersbergmassiv, dessen Hauptgipfel, der Königsstuhl, mit 686,5 m der höchste Berg der Pfalz ist. Zwischen Standenbühl und Dreisen liegt an ihrem Südufer der Münsterhof, die ehemalige Prämonstratenserabtei Münsterdreisen. Hier überspannt den Fluss eine alte gebuckelte Sandsteinbrücke von 1770. Unterhalb von Dreisen mündet von Westen der Rosengartenbach ein.
Der folgende Talabschnitt zwischen Marnheim und Monsheim wird als Zellertal bezeichnet. In Marnheim mündet von links der Gerbach; dort war die Pfrimm früher vom Pfrimmtalviadukt überbrückt, der als Ruine überdauert hat. Zwischen Marnheim und Albisheim passiert der Fluss den Heyerhof. Hinter Albisheim fließt von Nordwesten der Leiselsbach zu. Fortan strebt die Pfrimm ostwärts und Einselthum links liegen lassend nach Harxheim, worin ihr aus Süden der Ammelbach zufließt.
Weiterhin nach Osten überquert die Pfrimm die Grenze von der Pfalz nach Rheinhessen in den Landkreis Alzey-Worms und gelangt durch Wachenheim nach Monsheim, wo sie die Bundesstraße 271 unterquert; innerhalb von Monsheim ist die Pfrimm weitgehend auch die Gemarkungsgrenze zwischen dem Hauptort rechts und dem Ortsteil Kriegsheim links des Gewässers.
Nachdem von rechts der Kinderbach eingemündet ist, erreicht die Pfrimm im Gebiet der kreisfreien Stadt Worms deren westlichen Stadtteil Pfeddersheim. Der Ortschaft westlich vorgelagert befinden sich das Naherholungsgebiet Wiesenbrünnchen und das erste von zwei in der Pfrimm gelegenen Ochsenklavieren, die früher dem Weidevieh die Flussüberquerung auf Steinquadern ermöglichten. In Mittelalter und Früher Neuzeit war die Pfrimm im Bereich der Gemarkung von Pfeddersheim – ab Anfang des 14. Jahrhunderts eine Freie Reichsstadt – dreigeteilt:
- Der nördlichste Arm floss als Mühlbach, durch die Stadtmitte und querte dazu zwei Mal die Stadtbefestigung Pfeddersheim.[6] Das Bauwerk, das den Ausfluss militärisch sicherte, der Rote Turm, ist erhalten.
- Der Alte Bach floss unmittelbar vor dem südlichen Abschnitt der Stadtmauer und ersetzte dort den der Mauer vorgelagerten Graben.
- Die Wage oder das Fischwasser, floss parallel zum Alten Bach ein Stück weiter südlich.[7]

Zwischen Pfeddersheim im Westen und den Stadtteilen Worms-Leiselheim und Worms-Pfiffligheim im Osten überspannt die 30 m hohen und 1471,4 m lange Talbrücke Pfeddersheim der Bundesautobahn 61 die Pfrimm.
Ab Pfiffligheim fließt die Pfrimm, nun meist begradigt bzw. kanalisiert, durch das eigentliche Worms. In der Stadt verläuft sie entlang des bereits im Mittelalter angelegten und 1841 im Rahmen der Pfrimmregulierung erhöhten Leiselheimer Damms, der auch Pfrimmdamm genannt wird und auf dem seit 1890 ein Fußweg entlangführt. Links neben dem Damm ist ein kanalisierter Pfrimm-Abzweig zum knapp 300 m langen Pfrimmweiher gestaut. Danach fließt die Pfrimm – ein weiteres Ochsenklavier durchlaufend – durch den Karl-Bittel-Park, der auch Pfrimmpark heißt.
Bei der Passage der Wormser Kernstadt knickt die Pfrimm in Richtung Nordnordost ab; anschließend unterquert sie mündungsnah die Bundesstraße 9 und die Hafenbahn Worms. Schließlich mündet sie etwa 3 km nördlich des Stadtzentrums bei Rheinkilometer 446,7 auf etwa 86 m Höhe in den Oberrhein. Dieser bildet die östliche Wormser Stadtgrenze und zugleich die Grenze zum östlich anschließenden Land Hessen. Der Pfrimmmündung gegenüber liegt auf hessischer Seite das Naherholungsgebiet Maulbeeraue.
Der etwa 42,7 km lange Lauf der Pfrimm endet ungefähr 213 Höhenmeter unterhalb ihrer Quelle, sie hat somit ein mittleres Sohlgefälle von etwa 5 ‰.

Die Pfrimm von der Quelle bis nach Worms
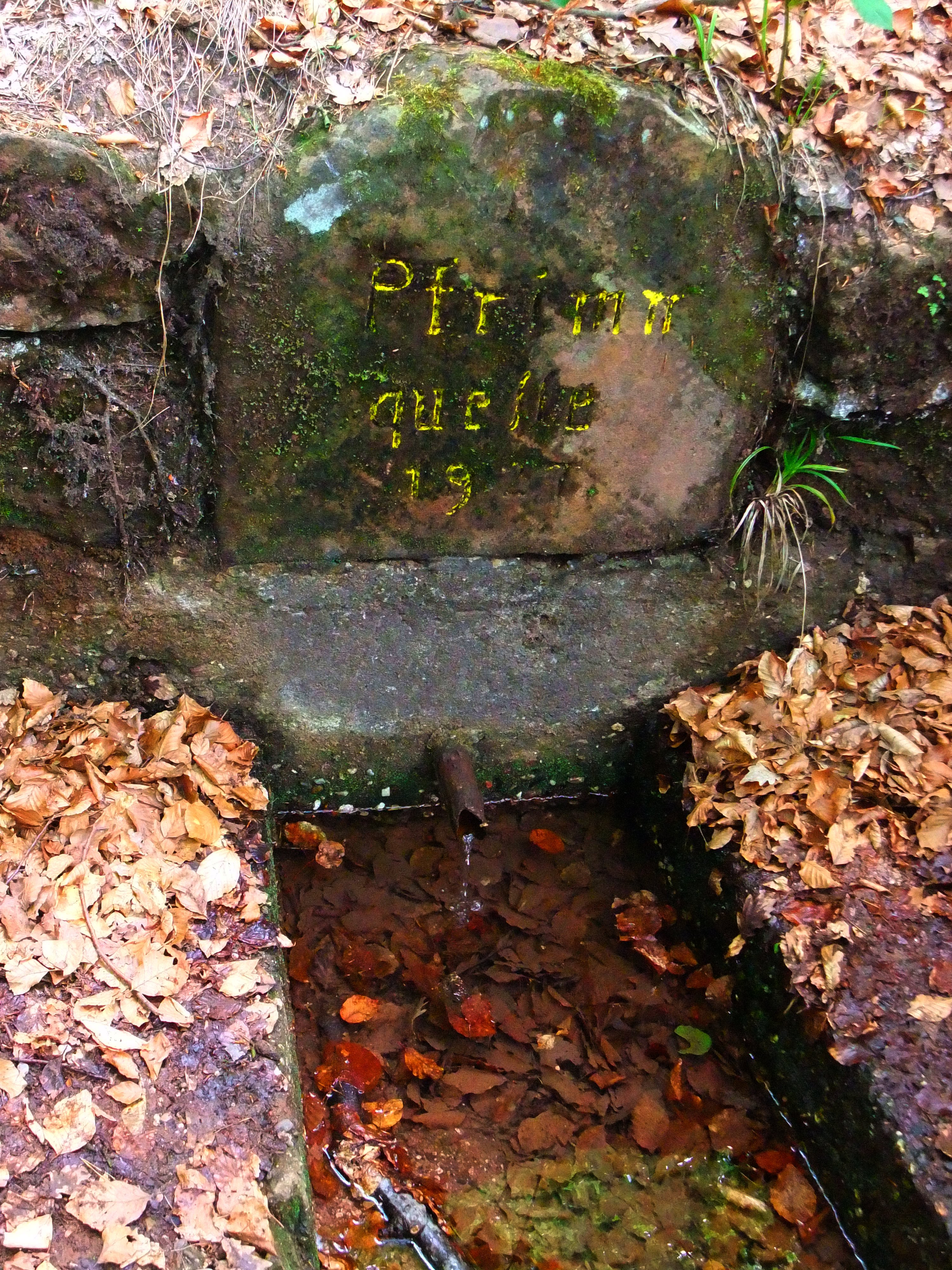
Pfrimmquelle südlich des Pfrimmerhofs
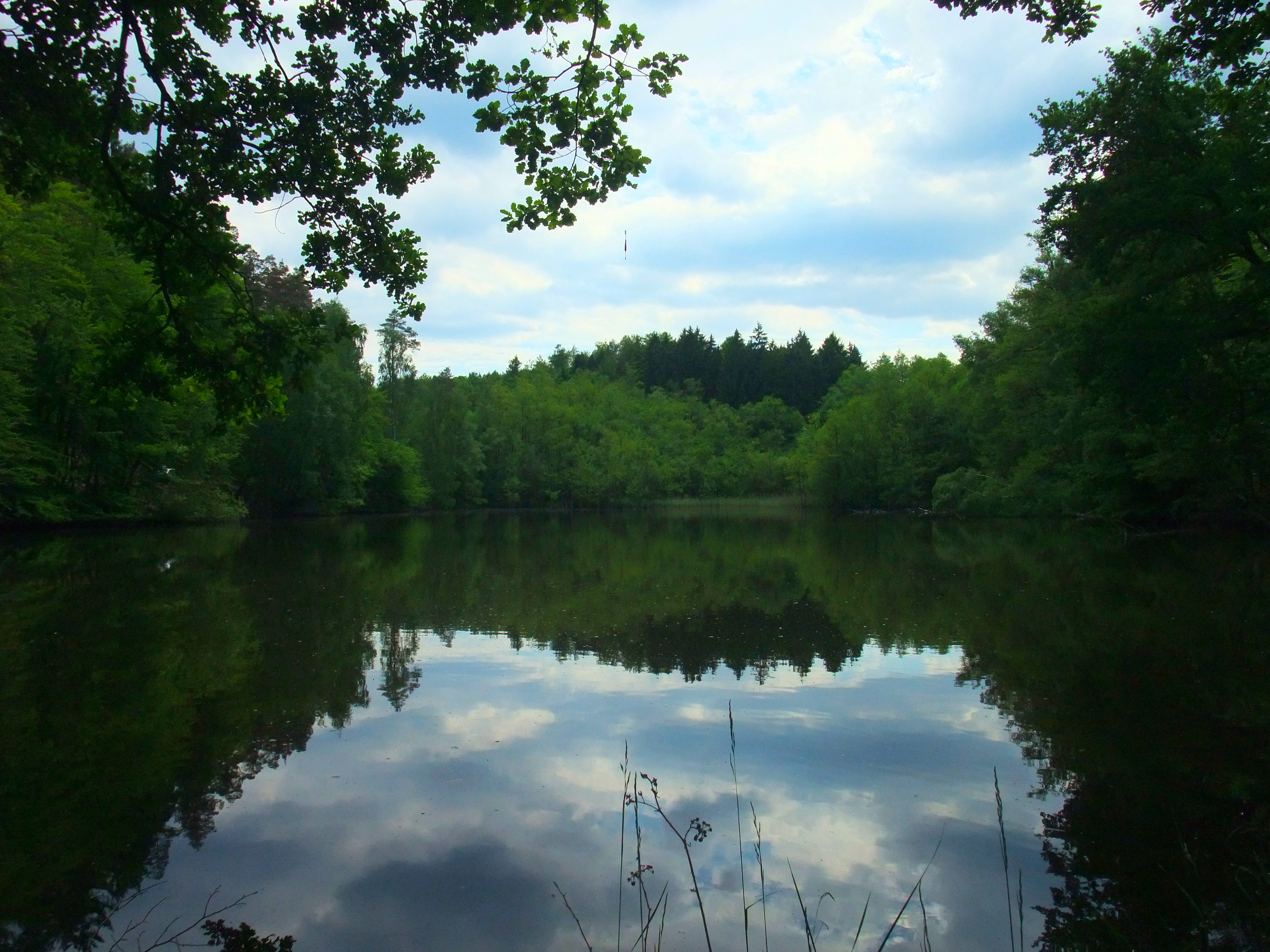
Krebsweiher unterhalb der Pfrimmquelle
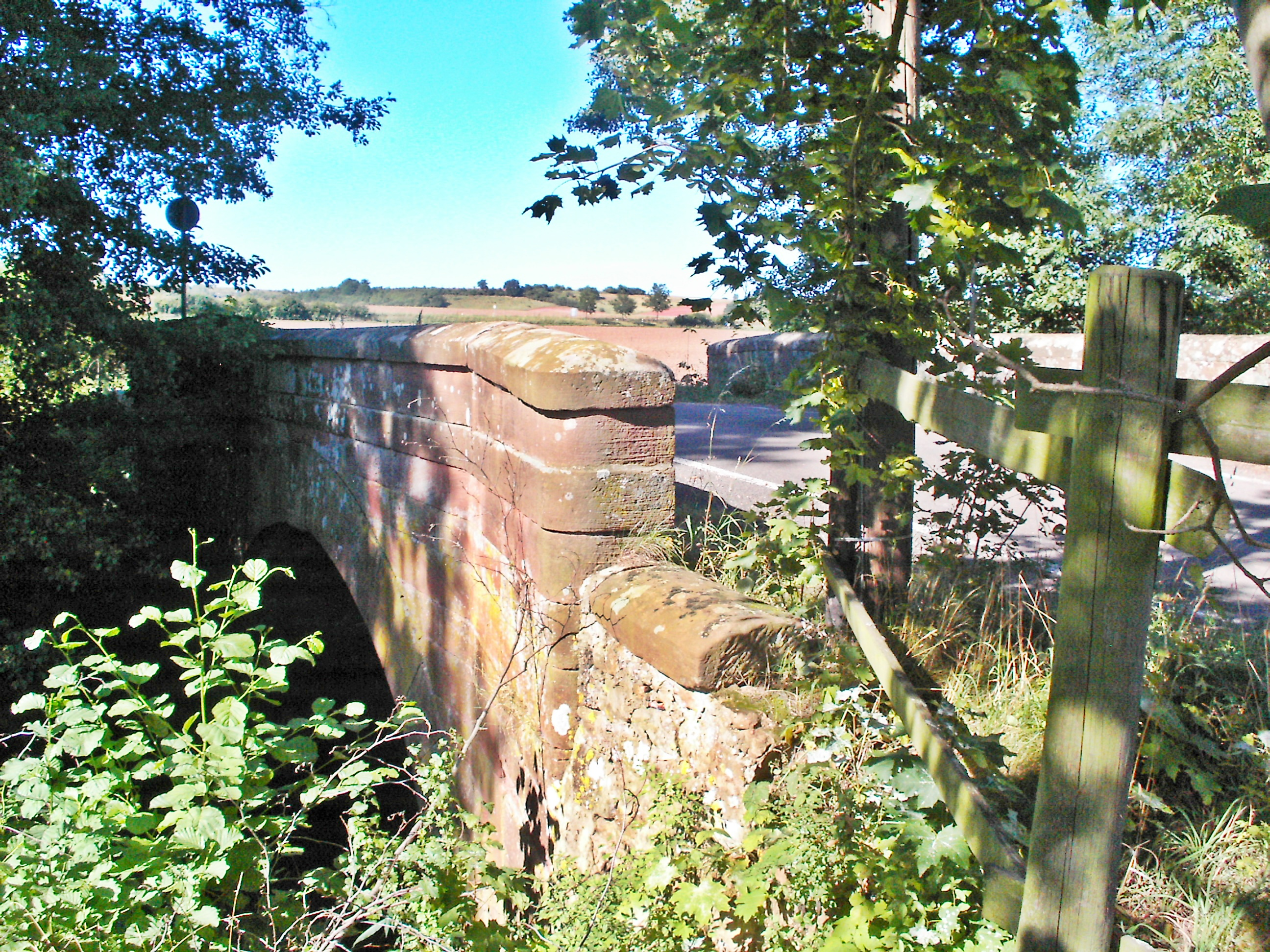
Pfrimmbrücke von 1770 am Münsterhof bei Dreisen
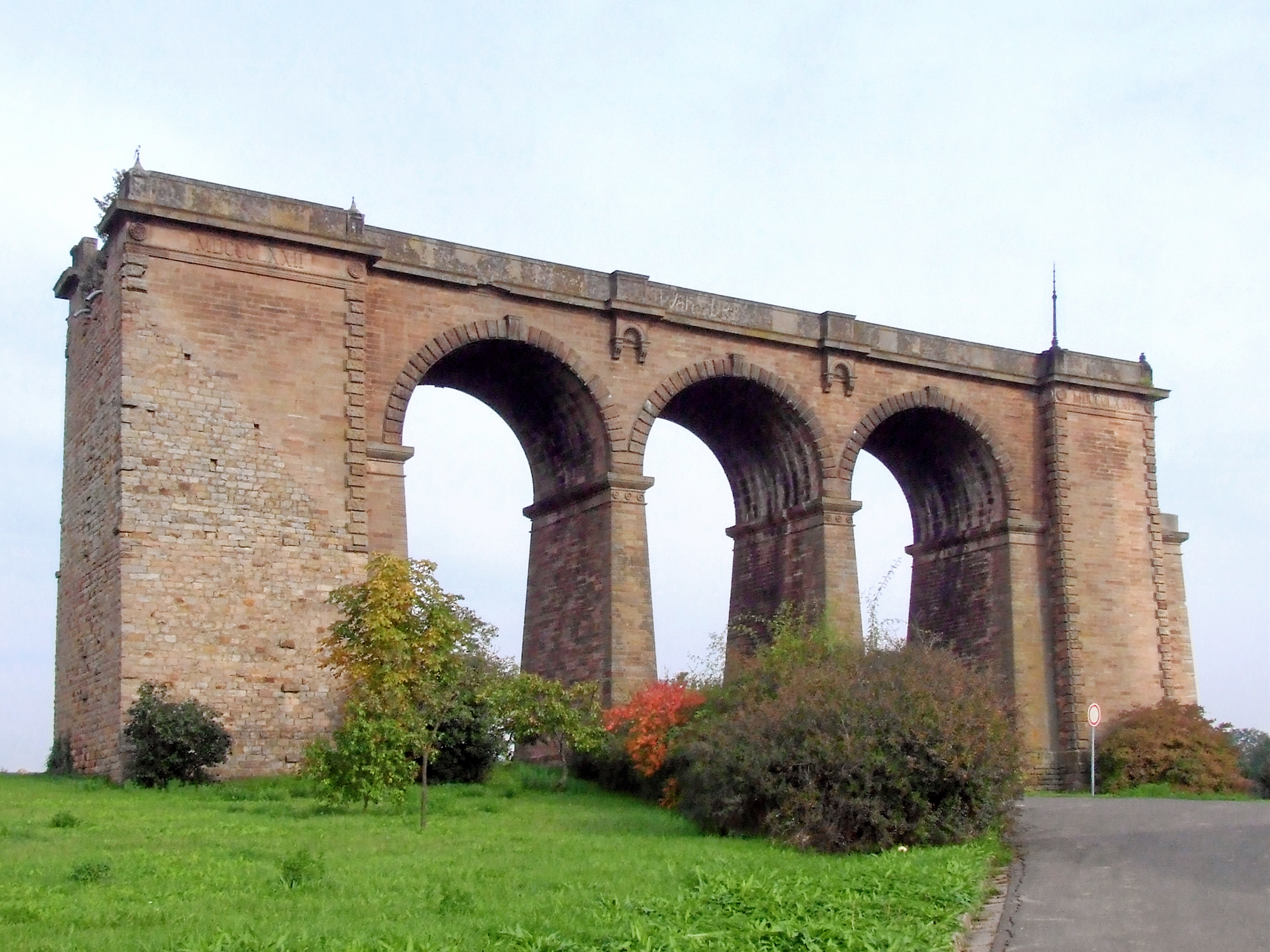
Rest des Pfrimmtalviadukts bei Marnheim
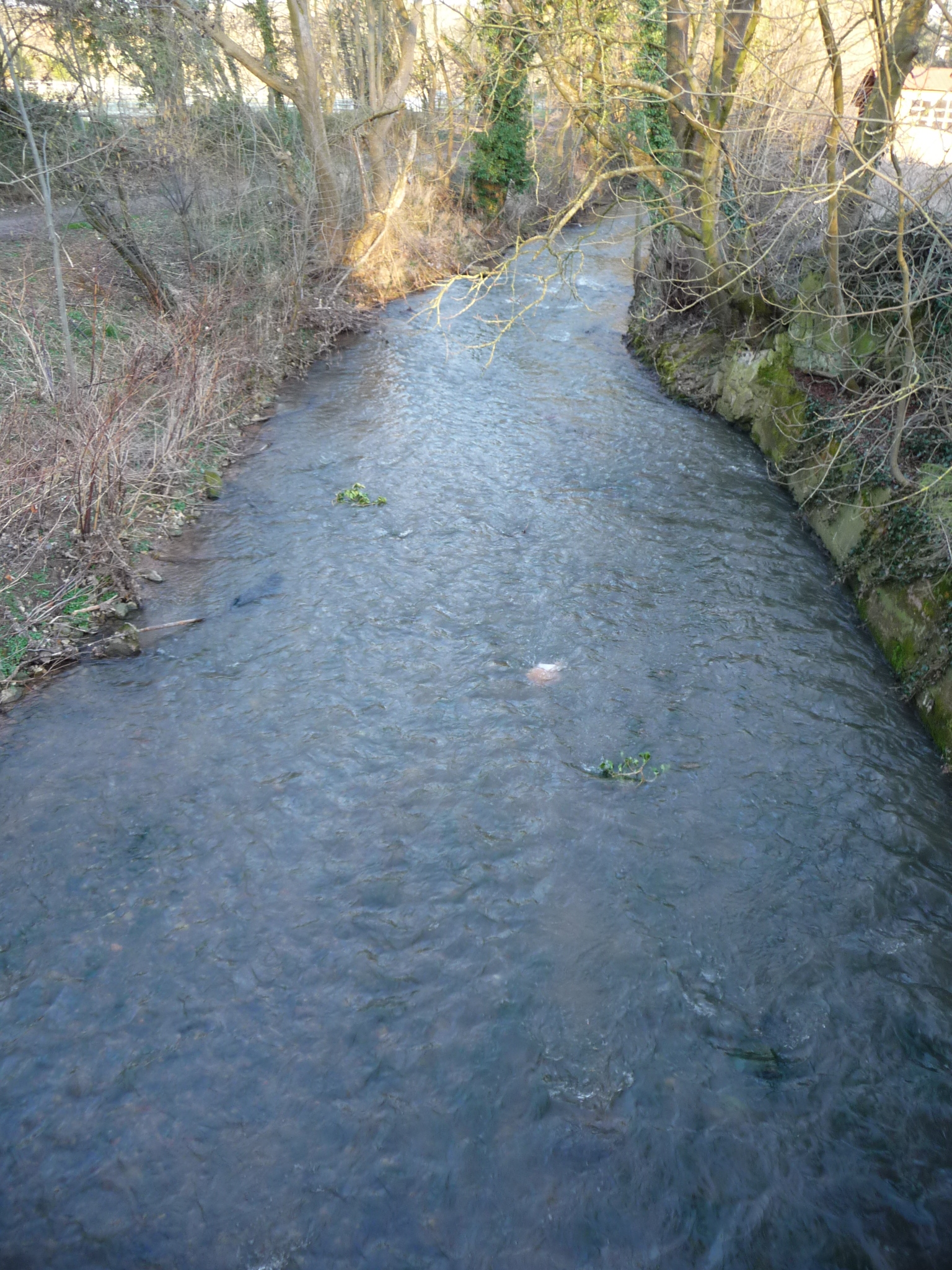
Pfrimm in Wachenheim
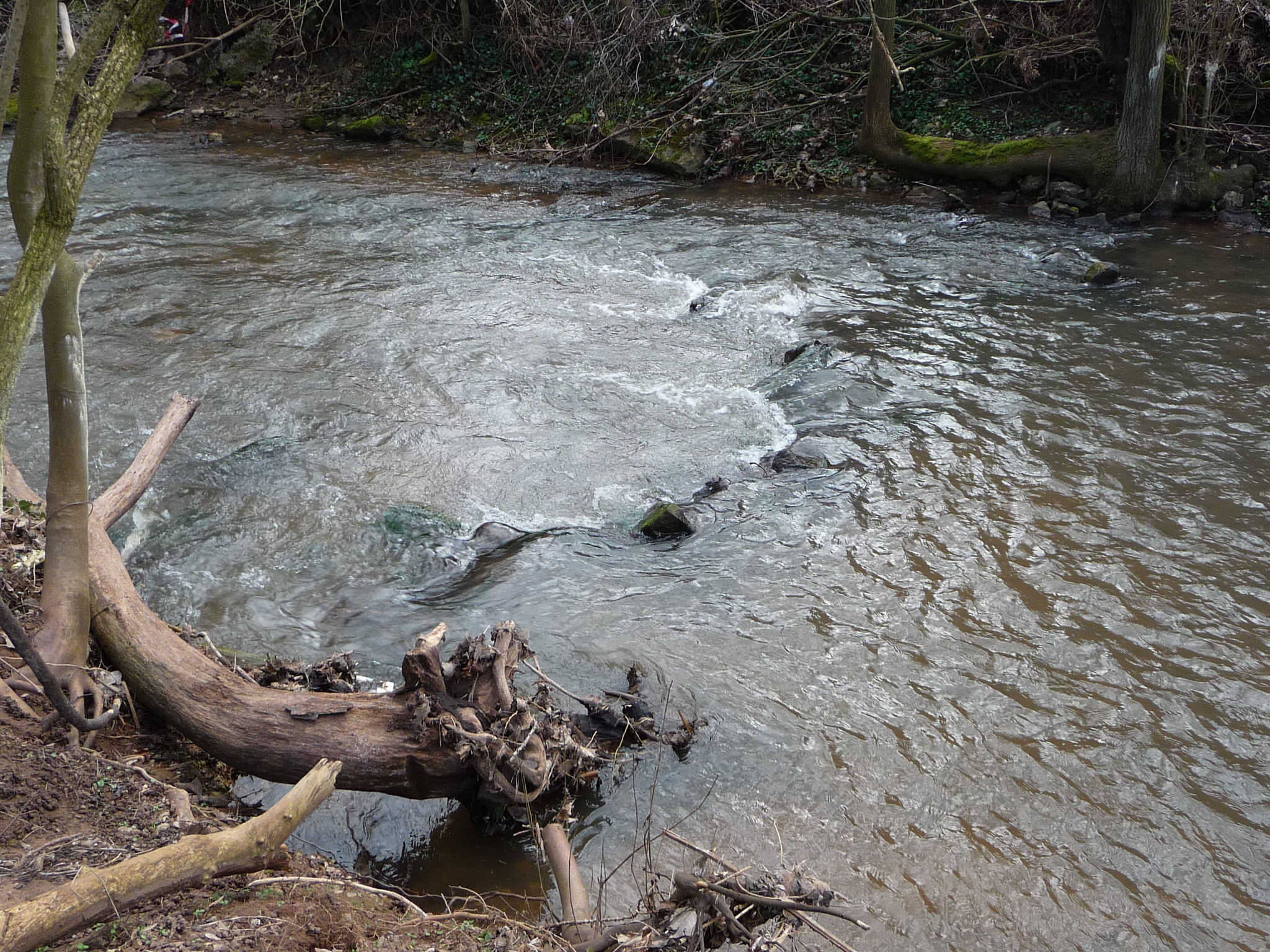
Pfrimm in Monsheim
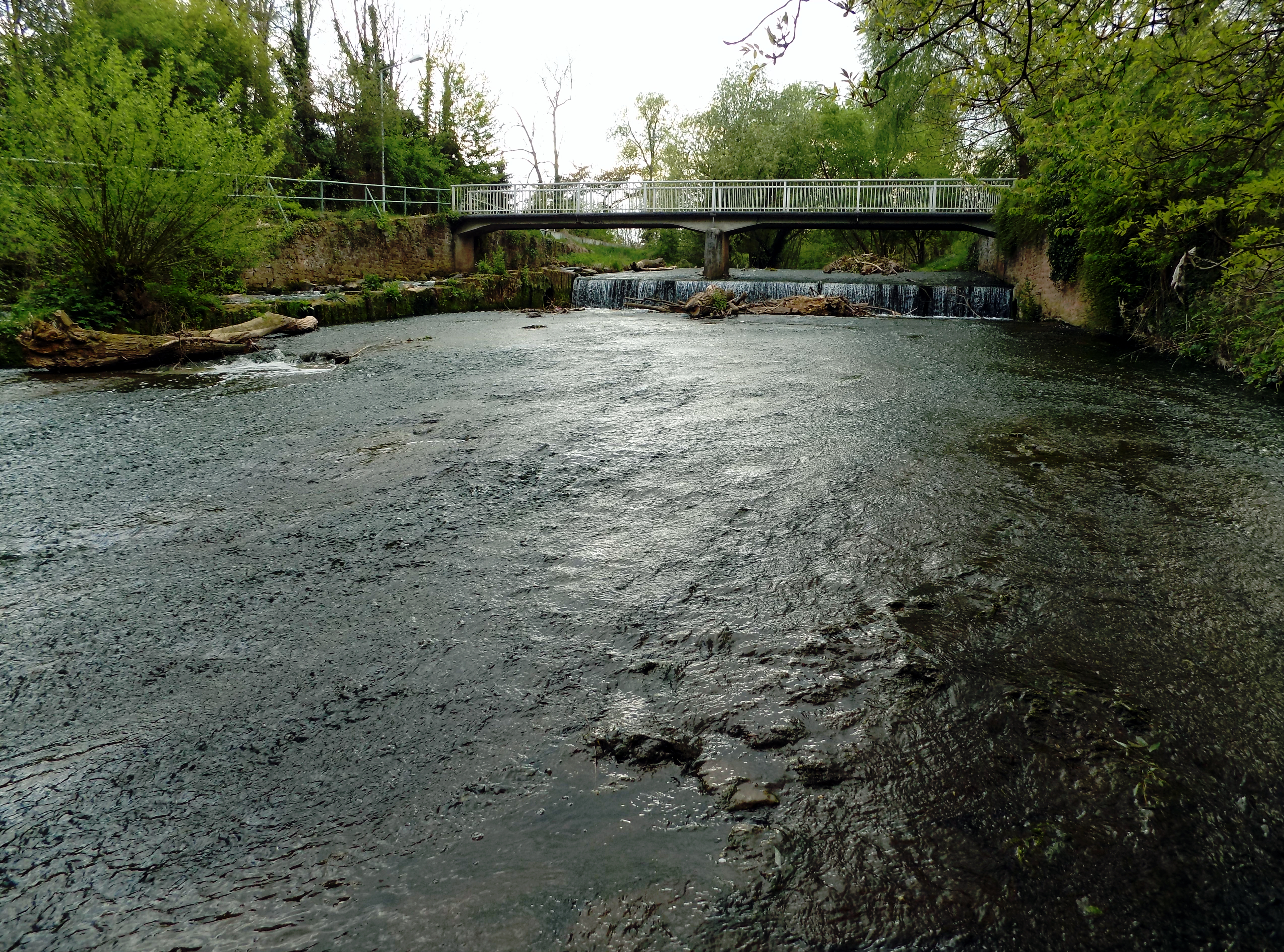
Pfrimm beim Karl-Bittel-Park unterhalb des Pfiffligheimer Wehrs

### Einzugsgebiet und Zuflüsse
Das Einzugsgebiet der Pfrimm ist 246,383 km² groß. Zu ihren Zuflüssen gehören (flussabwärts betrachtet):
| Teichgraben                                                                                         | links  | 0,17 | 00,20 | 00,26 | Breunigweiler (o) | 2392-112  |
| Bruchbach                                                                                           | links  | 1,10 | 02,04 | 00,61 | Breunigweiler (o) | 2392-12   |
| Sippersfelder Bach                                                                                  | links  | 2,42 | 07,11 | 03,97 | Breunigweiler (u) | 2392-14   |
| Kreuzhofer Bach                                                                                     | links  | 1,13 | 00,80 | 04,56 | Breunigweiler (u) | 2392-152  |
| Mohbach                                                                                             | rechts | 1,72 | 02,83 | 04,68 | Breunigweiler (u) | 2392-16   |
| Schweinsbach                                                                                        | rechts | 2,48 | 01,99 | 05,27 | Breunigweiler (u) | 2392-172  |
| Grundheckerbach                                                                                     | links  | 3,11 | 07,50 | 06,42 | Standenbühl (o)   | 2392-18   |
| Wildensteiner Bach (Bornbach)                                                                       | links  | 6,05 | 11,71 | 06,55 | Standenbühl (o)   | 2392-2    |
| Entenpfuhler Graben                                                                                 | links  | 2,25 | 02,35 | 07,91 | Standenbühl (u)   | 2392-312  |
| Hasenbach                                                                                           | rechts | 3,75 | 14,59 | 10,73 | Dreisen (u)       | 2392-32   |
| Bach vom Elbisheimerhof                                                                             | rechts | 2,03 | 02,88 | 11,75 | Dreisen (u)       | 2392-34   |
| Rosengartenbach (Häferbach)                                                                         | links  | 5,80 | 07,86 | 11,95 | Dreisen (u)       | 2392-36   |
| Helgesgraben                                                                                        | links  | 1,42 | 01,71 | 12,52 | Marnheim (o)      | 2392-38   |
| Gerbach (Dörrbach)                                                                                  | links  | 9,79 | 21,00 | 14,17 | Marnheim (i)      | 2392-4    |
| Goldbrunnengraben (Goldbrunnenbächlein)                                                             | links  | 2,22 | 02,44 | 15,17 | Marnheim (u)      | 2392-52   |
| Riedgraben                                                                                          | rechts | 0,86 | 01,69 | 17,28 | Albisheim (o)     | 2392-54   |
| Leiselsbach                                                                                         | links  | 8,84 | 42,84 | 19,79 | Albisheim (u)     | 2392-6    |
| Flutgraben                                                                                          | rechts | 0,98 | 01,24 | 19,98 | Albisheim (u)     | 2392-72   |
| Mühlgraben (Mühlbach)                                                                               | links  | 0,70 | 01,92 | 21,08 | Harxheim (o)      | 2392-74   |
| Ammelbach                                                                                           | rechts | 7,10 | 23,79 | 22,50 | Harxheim (i)      | 2392-8    |
| Flutgraben                                                                                          | links  | 0,76 | 00,19 | 23,31 | Harxheim (u)      | 2392-9112 |
| Kinderbach                                                                                          | rechts | 9,79 | 17,56 | 31,85 | Pfeddersheim (o)  | 2392-92   |
| Abkürzungen: genanntes Fließgewässer mündet oberhalb (o), im (i) oder unterhalb (u) vom Mündungsort |        |      |       |       |                   |           |

## Wasserführung
Die Pfrimm führt in niederschlagsreichen Jahren starkes Hochwasser, so zum Beispiel 1882, 1892, 1902, 1940, 1950, 1978, 1995 und 2003. Besonders verheerend war das Hochwasser vom 27. November 1882, als alle Mühlen entlang des Flusses ausfielen, weil die Achsen ihrer Mühlräder überflutet waren, und sich die Felder auf weiter Strecke in eine Seenlandschaft verwandelten.

## Geologie
Ein Vorläufer der Pfrimm könnte bereits im Tortonium dem älteren Urrhein der Dinotheriensande zugeflossen sein. Im Pliozän lief die Pfrimm vermutlich in nordöstliche Richtung. Die frühesten Sedimente, die der Pfrimm zugeordnet werden können, stammen aus dem Altpleistozän. Die Mächtigkeit ihrer eiszeitlichen Schotter-Terrassen zeigt, dass die Pfrimm im Pleistozän ein Fluss und nicht nur ein Bach war.
| Die pleistozänen Terrassen der Pfrimm | Die pleistozänen Terrassen der Pfrimm          | Die pleistozänen Terrassen der Pfrimm | Die pleistozänen Terrassen der Pfrimm | Die pleistozänen Terrassen der Pfrimm | Die pleistozänen Terrassen der Pfrimm |
| Gruppierung der Terrassen nach Peters | Gruppierung der Terrassen nach Peters          | Gruppierung der Terrassen nach Peters | Terrassen nach Leser                  | Terrassen nach Leser                  | Terrassen nach Leser                  |
| Terrassengruppe                       | Zeitliche Zuordnung                            | Alter (vor tsd. Jahren)               | Terrassenstufe                        | Niveau über Pfrimm-Talsohle           | Zeitliche Zuordnung                   |
| ------------------------------------- | ---------------------------------------------- | ------------------------------------- | ------------------------------------- | ------------------------------------- | ------------------------------------- |
| Lower Terraces                        | Würm-Kaltzeit                                  | 25–100                                | Jüngere Niederterrasse                | 2 m                                   | Würm-Stadiale                         |
| Lower Terraces                        | Würm-Kaltzeit                                  | 25–100                                | Ältere Niederterrasse                 | 4 m                                   | Würm-Stadiale                         |
| Middle Terraces                       | Riß-Kaltzeit, Mindel-Kaltzeit, Cromer-Warmzeit | 125–800                               | Jüngere Mittelterrasse                | 6–8 m                                 | Jung-Riß-Stadial                      |
| Middle Terraces                       | Riß-Kaltzeit, Mindel-Kaltzeit, Cromer-Warmzeit | 125–800                               | Ältere Mittelterrasse                 | 10–15 m                               | Alt-Riß-Stadial                       |
| Main Terraces                         | Günz-Kaltzeit, Donau-Kaltzeit                  | 800–1600                              | Jüngere Hochterrasse                  | 20 m                                  | Mindel III-Stadial                    |
| Main Terraces                         | Günz-Kaltzeit, Donau-Kaltzeit                  | 800–1600                              | Ältere Hochterrasse untere Stufe      | 35 m                                  | Mindel II/III-Stadial                 |
| Main Terraces                         | Günz-Kaltzeit, Donau-Kaltzeit                  | 800–1600                              | Ältere Hochterrasse obere Stufe       | 45 m                                  | Mindel II-Stadial                     |
| Main Terraces                         | Günz-Kaltzeit, Donau-Kaltzeit                  | 800–1600                              | Jüngere Hauptterrasse                 | 70 m                                  | Mindel I-Stadial                      |
| Higher Main Terraces                  | Biber-Kaltzeit                                 | 1600–2600                             | Ältere Hauptterrasse                  | 110 m                                 | Günz-Glazial                          |

Die Pfrimmquellen lagen wahrscheinlich bereits zur Zeit der älteren Hauptterrasse bei Sippersfeld und beim Pfrimmerhof. Während der Hauptterrassen-Zeit hatte die Pfrimm das Kalkplateau zwischen Marnheim und Wachenheim noch nicht durchbrochen. Die Stauung führte dazu, dass das Gewässer in einem Südbogen um den Sperrriegel herum abfloss. Zur Zeit der jüngeren Hochterrasse war der Kalkriegel bereits durchgenagt. Tektonische Hebungen im Mainzer Becken, verbunden mit Absenkungen im Oberrheingraben, besonders im Wormser Senkungsfeld, führten im mittleren Pleistozän zum Einschwenken der Pfrimm auf die West-Ost-Fließrichtung.

## Wirtschaft und Infrastruktur

### Nutzung
Der Fund eines römischen Mühlsteins in Wachenheim lässt vermuten, dass bereits in der Römerzeit Mühlen mit dem Wasser der Pfrimm betrieben wurden. Die erste urkundliche Erwähnung einer Mühle stammt aus dem Jahr 778. Im Jahr 1861 gründeten 35 Besitzer von Pfrimmmühlen zwischen Dreisen und Worms die „Pfrimmweiher-Gesellschaft“ zur Unterhaltung der bei Sippersfeld gelegenen Weiher nahe der Pfrimmquelle. Die Weiher dienten als Wasserspeicher für Trockenzeiten und zusätzlich als Fischweiher. Eine der letzten Pfrimmmühlen war die Dorfmühle oder Rupp’sche Mühle in Dreisen, die noch in den 1970er Jahren in Betrieb war.
Der Abschnitt der Pfrimm von Pfiffligheim bis zur Brücke an der Mainzer Straße nördlich von Worms war im späten Mittelalter Eigentum des St.-Cyriakus-Stifts in Neuhausen. Die Stadt Worms versuchte im 14. Jahrhundert, die Rechte an Pfrimm und Eisbach an sich zu ziehen, und erwirkte 1381 von König Wenzel ein Privileg, das der Stadt das Recht gab, über die Bäche, die durch die Stadt und ihre Vorstädte flossen, frei zu verfügen. Anschließend errichteten die Wormser bei Pfiffligheim ein Wehr an der Pfrimm, um Wasser in die Stadt abzuleiten. Den nachfolgenden Rechtsstreit vor dem Gericht des rheinischen Landfriedensbundes und vor dem König verlor die Stadt und sie musste ihr Wehr wieder abreißen. Für den Pfrimm-Abschnitt des Cyriakus-Stifts ist ein sehr frühes Bachweistum von 1391 überliefert, das über die Bachordnung und Bachgerichtsbarkeit berichtet. Es gab ein Bachgericht, das vom Dechanten des Cyriakus-Stifts, dem Richter dieses Gerichts, einberufen wurde und im Paradies des Stifts tagte. Geschworene des Gerichts waren der jeweilige Müller der Herrenmühle in Neuhausen als geborener Bachschultheiß und sechs Müller anderer Mühlen als Bachschöffen. Für die Überwachung des Bachs war ein sogenannter Wassermann zuständig. Weiterhin gab es einen Bach-Baumeister, der vermutlich ein Sachverständiger für Wasserbau-Maßnahmen war.
Die Pfrimm wird nach wie vor von Anglern genutzt. Gefischt werden Bachforellen, Hechte, Barsche, Döbel, Barben, Aale und Weißfische. Es gelten Fangbegrenzungen.

### Ochsenklaviere
In Pfeddersheim

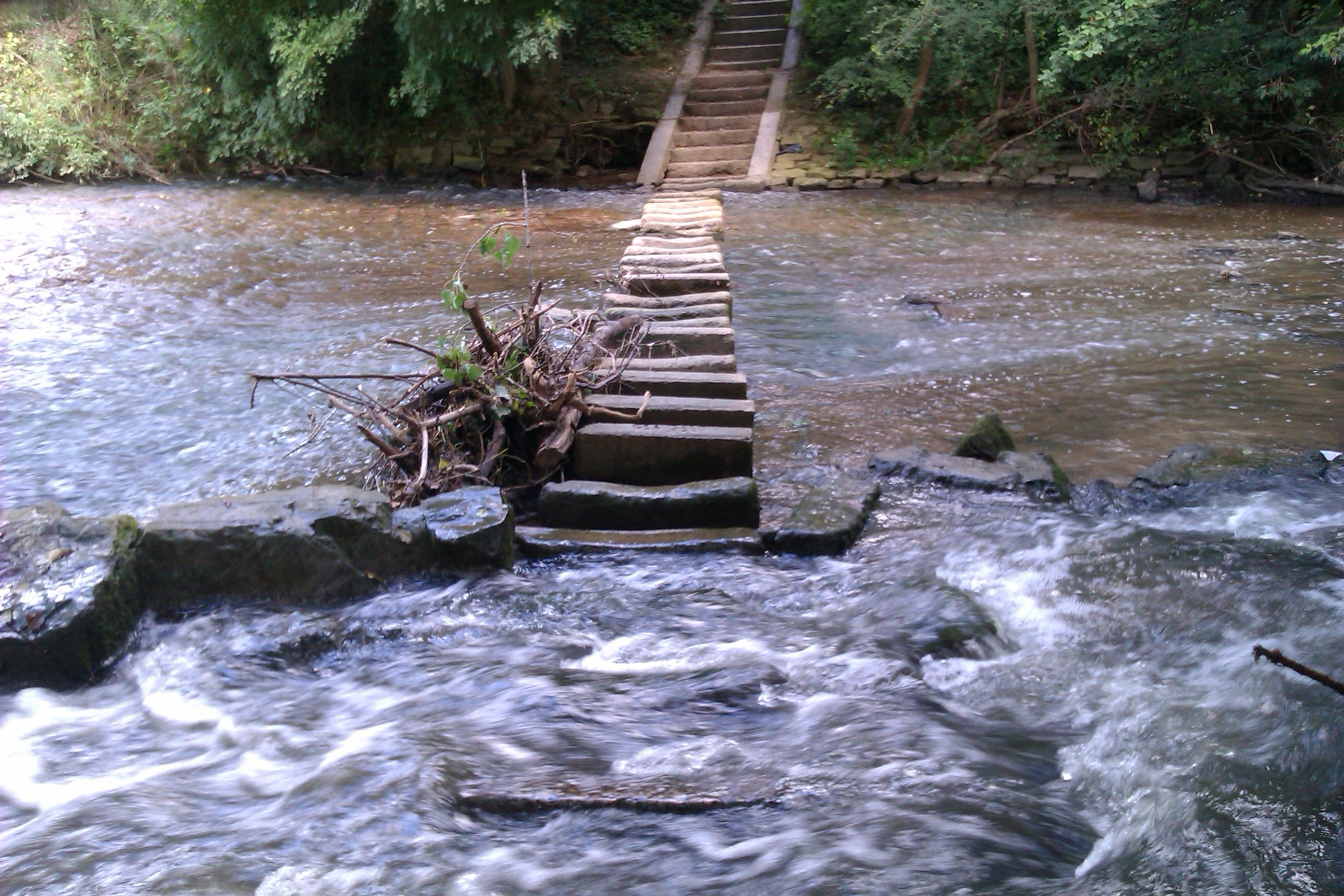
Ochsenklavier im Karl-Bittel-Park

Ein aus Trittsteinen gefertigtes Ochsenklavier befand sich im Worms-Pfeddersheimer Westen, südlich etwa der Mitte der Enzingerstraße. In diesem Bereich wurde früher die Pfrimm durch eine betonierte Sperre mit Wehr aufgestaut, um den (inzwischen aufgelassenen) Mühlbach abzuleiten. Das nicht für den Mühlbach benötigte Wasser floss über das verstellbare Wehr oder bei höherem Wasserstand über die gesamte Breite der betonierten Sperre ab. Hier war als Überquerungshilfe ein Ochsenklavier gebaut worden, auf dem man bis zu mittleren Wasserständen trockenen Fußes die Pfrimm überqueren konnte.
Der Mühlgraben war dort über einen Meter, am Wehr sogar über zwei Meter tief und wurde zum Baden und Tauchen genutzt, ebenso der Wasserfall, der sich über das Wehr in die Pfrimm ergoss. Die Badegelegenheit wurde vor Ort mundartlich „Puhl“ genannt, also Pfuhl.
Im Zuge der Renaturierung wurde das alte Ochsenklavier durch eine Fußgängerbrücke ersetzt, über die man „die Bach“, wie die Pfrimm im Volksmund genannt wird, jederzeit trockenen Fußes überschreiten kann. Die Pfrimm hat an dieser Stelle nun nahezu ihren ursprünglichen Verlauf wieder.
Zwischen Pfiffligheim und Hochheim

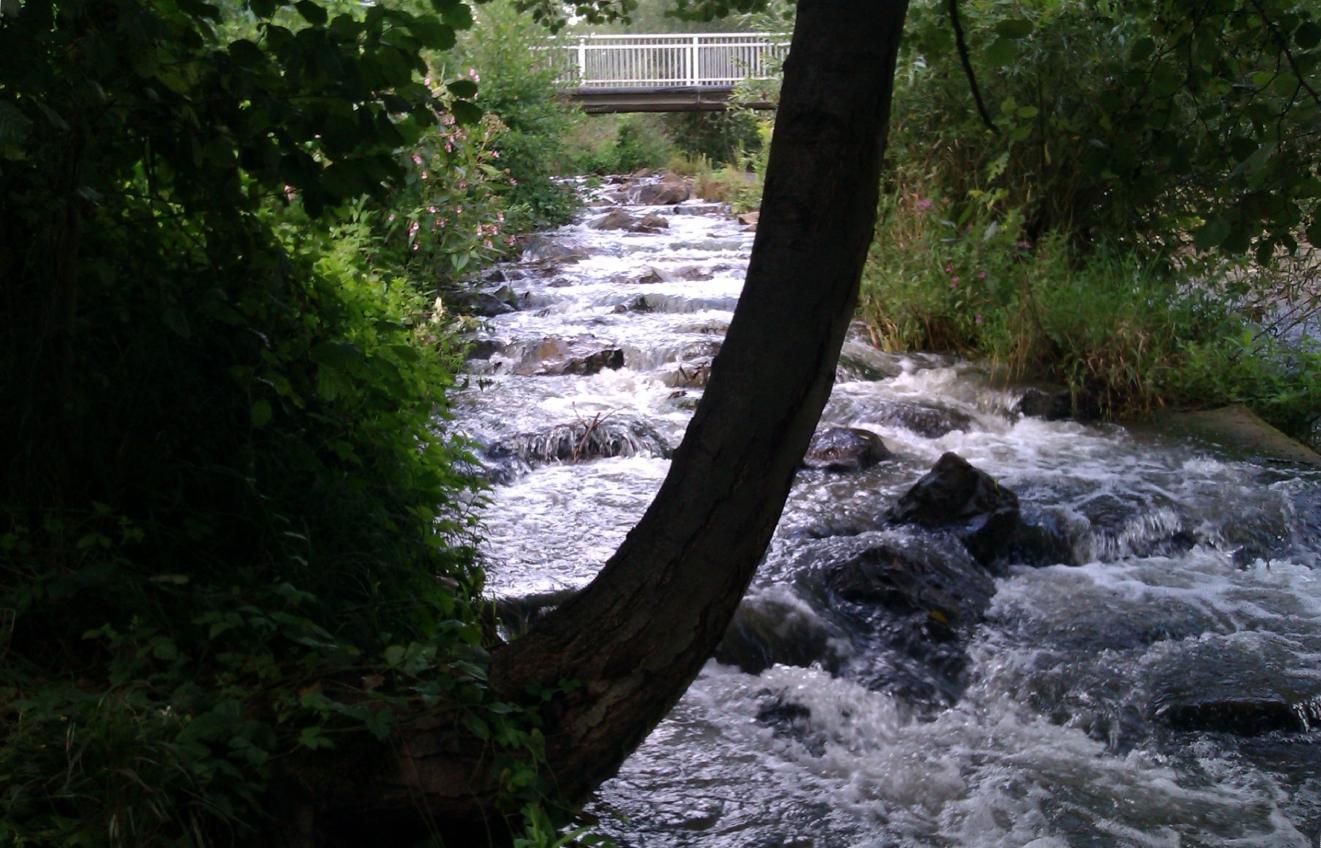
Fischtreppe im Karl-Bittel-Park

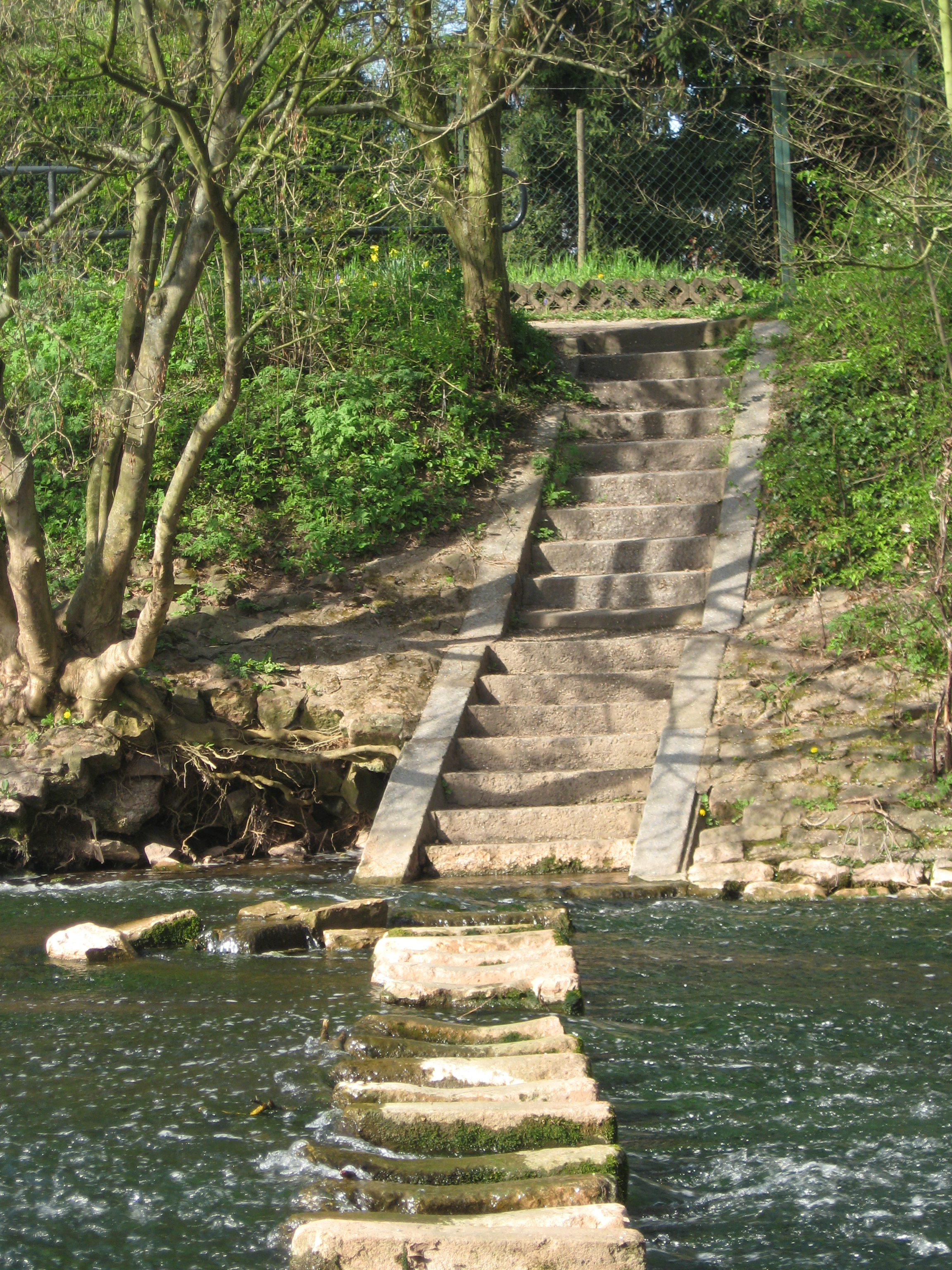
Ochsenklavier zwischen Pfiffligheim und Hochheim

Zwischen den damals noch eigenständigen Gemeinden Pfiffligheim und Hochheim, die heute zu Worms gehören, wurde an der Pfrimm nur etwas oberhalb des heutigen Karl-Bittel-Parks das Pfiffligheimer Wehr errichtet. Zur Bachüberquerung wurde 1898 direkt unterhalb ebenfalls ein Ochsenklavier aus Steinquadern geschaffen. Es ist eine Kombination aus zur Pfrimm hinabführenden Steintreppenstufen und im Fluss liegenden Trittsteinen, über die das Fließgewässer zumindest bei Normal- oder Niedrigwasser überquert werden konnte bzw. immer noch kann.
Später wurde unmittelbar über dem Pfiffligheimer Wehr eine Fußgängerbrücke gebaut, so dass das Ochsenklavier schnell an Bedeutung verlor. Außerdem wurde eine Fischtreppe angelegt, über die Fische den Höhenunterschied am Wehr überwinden können. Etwas weiter unterhalb davon gibt es bei einer anderen Fußgängerbrücke im Karl-Bittel-Park eine weitere Fischtreppe.

### Verkehr
Die Pfrimm ist als Gewässer II. Ordnung klassifiziert und mit Kanus und Kajaks befahrbar. Im Mittelalter wurde die Pfrimm zumindest zeitweise als Schifffahrtsweg genutzt. Belegt ist dies durch einen Eintrag im Prümer Urbar von 893, der die Lieferung von Getreideabgaben zu Schiff von Albisheim nach Worms erwähnt. Als Fahrzeuge müssen kleine Boote verwendet worden sein; vielleicht wartete man für Fahrten auf erhöhte Wasserstände.
Zahlreiche Landesstraßen verlaufen durch das Pfrimmtal und kreuzen den Fluss vielerorts. Die Bundesstraße 47 führt parallel zur Pfrimm durch das Tal. Bei Monsheim wird die B 271 unterquert. Die Bundesautobahn 63 begleitet den Oberlauf von Standenbühl bis Marnheim, östlich von Worms-Pfeddersheim wird die Pfrimm von der A 61 überquert (Talbrücke Pfeddersheim). In Mündungsnähe kreuzt in Worms die B 9.
Die Zellertalbahn, eine regionale Nebenbahn des ÖPNV von Langmeil nach Monsheim, führt durch das Pfrimmtal.